# Vall de Nagar
La vall de Nagar (urdú نگر) és una vall al costat de la de Gilgit a les Àrees del Nord de Pakistan ara Gilgit-Baltistan al districte de Gilgit, formada per dos tehsils: Nagar I i Nagar II, si bé recentment ha estat creat el districte d'Hunza-Nagar amb aquestos dos tehsils i els d'Hunza (Aliabad i Gonjal). La vall està a una altura de 2.438 metres i la principal ciutat és Nagar o Nagar Khas que fou l'antiga capital del principat de Nagar. Llocs interessants són el pic Spantik (Golden Peak), Gulmet, la muntanya Rakaposhi (7.788 metres) i la muntanya Diran. El clima és fred i durant l'estiu no supera els tretze graus, baixant fins a menys catorze a l'hivern. La vall gaudeix d'un notable equip de polo, el principal de les Àrees del Nord. Segons el cens de 1998 la població era de 85.000 habitants i avui dia ja ha passat dels cent mil. Les llengües parlades són el brushaski, el xina (shina) i el bedishki o dumaki; els 60% dels burushos viuen a la vall; els bedichos o doma (plural domes o dumes) són un altre grup d'origen gujaratí amb uns centenars de membres, la major part a Chalt.

## Història
Vegeu: Principat de Nagar